# Stazione Ellsworth
La stazione Ellsworth, (in lingua inglese: Ellsworth Scientific Station; in lingua spagnola: Estación Científica Ellsworth, o semplicemente Estación Ellsworth o Base Ellsworth) era una base permanente per la ricerca scientifica in Antartide, funzionante per tutto il corso dell'anno. Fu costruita dagli Stati Uniti nel 1957 in occasione dell'Anno geofisico internazionale e ceduta due anni dopo all'Instituto Antártico Argentino. Era situata nella Gould Bay, sulla piattaforma di ghiaccio Filchner-Ronne, in Antartide.
La denominazione era stata assegnata in onore dell'esploratore polare statunitense Lincoln Ellsworth.
La base scientifica fu chiusa nel 1962 per problemi di sicurezza, in quanto era stata costruita su uno strato di ghiaccio che diventava sempre più instabile e produceva un veloce deterioramento delle sue delicate strutture tecnologiche, oltre a mettere in pericolo le attrezzature scientifiche e il personale residente.